# Dobrocin (Małdyty)

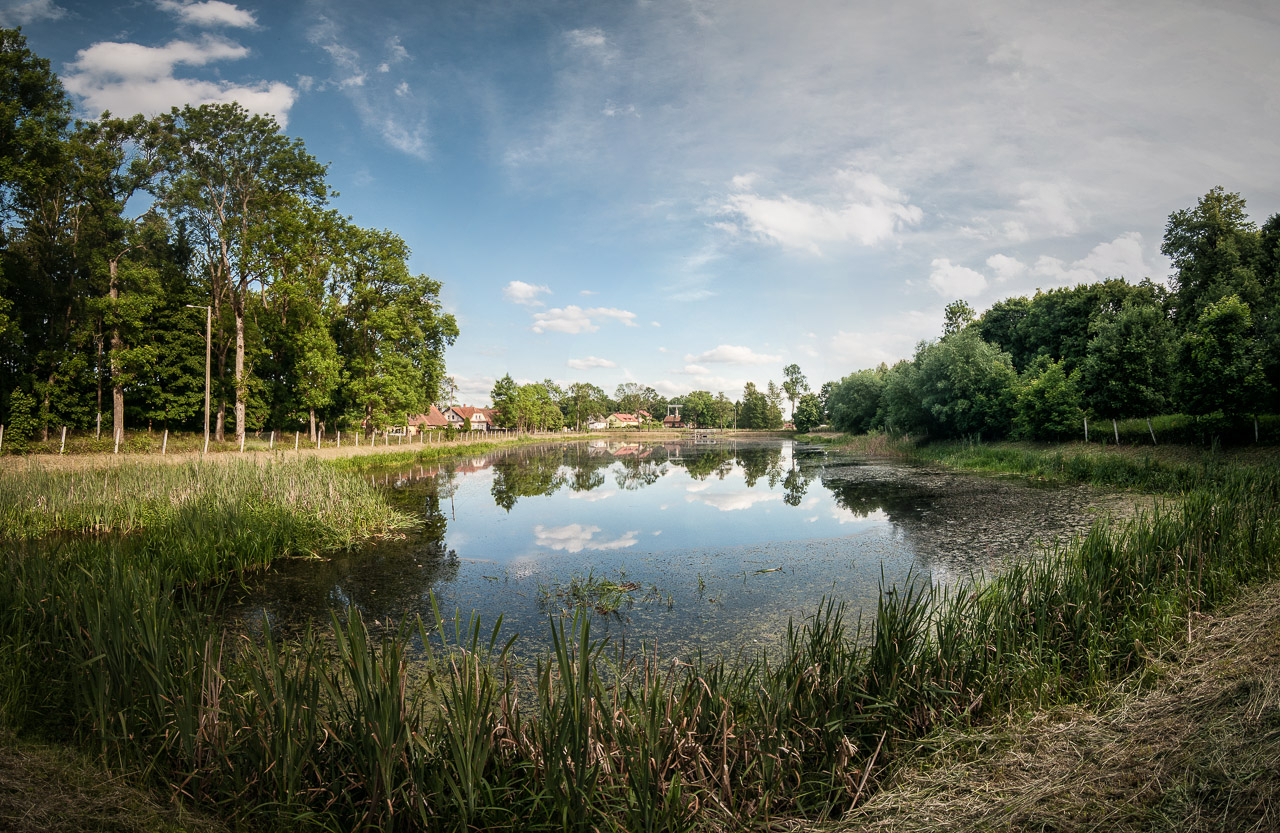
Teichlandschaft bei Dobrocin

Dobrocin (deutsch: Groß Bestendorf), kurzzeitig Świętogóry, ist eine polnische Ortschaft innerhalb der Landgemeinde Małdyty in der Woiwodschaft Ermland-Masuren mit ca. 950 Einwohnern.

## Geografie
Dobrocin liegt acht Straßenkilometer östlich des Hauptortes Małdyty (Maldeuten), an der Woiwodschaftsstraße 519. Diese führt ebenfalls nach acht Kilometern zur nächstgrößeren Stadt Morąg (Mohrungen). Der Bahnhof Dobrocin liegt an der Strecke Olsztyn–Elbląg (Allenstein–Elbing). Dobrocin liegt im Norden der Eylauer Seeplatte am Rande eines Waldgebietes von 25 km² Fläche. In der Ortslage befindet sich der 6,18 km² große Röthloff-See.

## Geschichte
Im Rahmen der Besiedlungsaktivitäten des Deutschen Ordens entstand um 1260 die später so bezeichnete Ortschaft Groß Bestendorf in der Nähe der alten Handelsstraße von Marienburg nach Elbing. Der Zusatz „Groß“ belegt, dass es sich um eine deutsche Ansiedlung handelte. Zwei Kilometer nordöstlich befindet sich die ältere slawische Siedlung Klein Bestendorf (Kozia Wólka). Groß Bestendorf wurde durch den Komtur von Elbing das Kulmer Recht verliehen. Bis Anfang des 16. Jahrhunderts stand der Ort unter der Herrschaft des Deutschen Ordens, der 1525 nach seiner Säkularisation durch das Herzogtum Preußen abgelöst wurde. Die administrative Verwaltung geschah zunächst durch den Oberländischen Kreis. Nach der preußischen Verwaltungsreform von 1815 wurde der Gutsbezirk Groß Bestendorf als eigenständige Verwaltungseinheit in den neu gebildeten Landkreis Mohrungen eingegliedert. Zu dieser Zeit gehörten 176 Menschen zum Gut. Die Zahl der Einwohner erhöhte sich nach dem 1883 erfolgten Anschluss an die Bahnstrecke Allenstein – Mohrungen auf 1346 im Jahr 1885. 1874 wurde im Rahmen der preußischen Kreisordnung der Amtsbezirk Groß Bestendorf unter Einschluss von sieben Landgemeinden und drei Gutsbezirken gebildet. 1910 wurden für den Gutsbezirk Groß Bestendorf 629 Einwohner gezählt. Am 30. September 1928 schlossen sich die Gutsbezirke Groß Bestendorf und Klein Bestendorf zur neuen Landgemeinde Alt Bestendorf zusammen. Am 24. Januar 1930 wurde auch der Amtsbezirk in Alt Bestendorf umbenannt, zu ihm gehörten nun die Landgemeinden Alt Bestendorf, Groß Wilmsdorf und Samrodt. Zu diesem Zeitpunkt hatte die Landgemeinde Alt Bestendorf etwa 560 Einwohner. Die Einwohnerzahl sank bis 1939 auf 509. Gegen Ende des Zweiten Weltkrieges wurde Alt Bestendorf im Februar 1945 von der Roten Armee überrollt. Nach Kriegsende kam der Ort unter polnische Verwaltung und wurde zunächst in Świętogóry, 1946 in Dobrocin umbenannt.

### Besitz und Struktur des Gutes
Als erster Gutsherr ist im 14. Jahrhundert die Familie von Wilmsdorf bekannt. Sie errichtete 1530 das erste Herrenhaus. 1753 erwarb der Reichsgraf Friedrich Ludwig I. Graf Truchseß zu Waldburg-Capustigall (* 1711; † 1777) das Gut, das seine Erben 1792 an Kammerpräsident Ludwig Friedrich von Domhardt (* 1745; † 1814) weiterveräußerten. Die Familie von Domhardt blieb bis 1945 Gutsbesitzer von Bestendorf. 1836 wurde die Erbfolge durch das Majorat festgelegt. Ab 1876 nannte sich die Familie von der Goltz-Domhardt, erster Namensträger war Siegfried Freiherr von der Goltz-Domhardt (* 1870; † 1945), verheiratet mit Helena Gräfin Finck von Finckenstein, die ein halbes Jahr nach Kriegsende in Berlin starb. Zu seinen Lebzeiten hatte sich das Gut zu einem erfolgreichen Landwirtschaftsbetrieb mit einer Fläche von 5.435 ha, von denen 2.800 ha land- und 2.465 ha forstwirtschaftlich genutzt wurden, entwickelt. Es wurden Trakehner gezüchtet und über 2000 Stück Nutzvieh unterhalten. Letzter Gutsherr auf Alt Bestendorf war Otto Freiherr von der Goltz-Domhardt (* 1904), verheiratet mit Paula Freiin zu Innhausen und Knyphausen. Sie flohen am 22. Januar 1945 vor der anrückenden Roten Armee mit zwei Kutschwagen und drei Trakehner Staatsprämienstuten. Der Besitz umfasste zuletzt das Rittergut Groß Bestendorf mit den Vorwerken Nasewitt, Kl. Wilmsdorf und Gallinden, 3806 ha. Hinzu gehörten das Rittergut Groß Samrodt mit den Vorwerken in Mahrau, Wackelsdorf, Kl. Samrodt, Rehberg, Pfalsdorf und Friedrichshof, 1537 ha; des Weiteren das 100 ha Gut Klein Bestendorf, Vorwerk Preußisch Mark sowie Neu-Vorwerk, 232 ha. Die Begüterung hatte einen Güterdirektor P. Tolkmitt, einen Forstmeister Krüger und einen Inspektor Lüdtke. Acker und wiesen waren an Gustav Deuter verpachtet. 1945 ging das Gut in polnischen Staatsbesitz über. Die Familie von der Goltz lebte danach in Reinbek. Einer ihrer Nachfahren ist der Künstler Hubertus Freiherr von der Goltz, der in Groß Bestendorf geboren wurde.

## Gutshaus

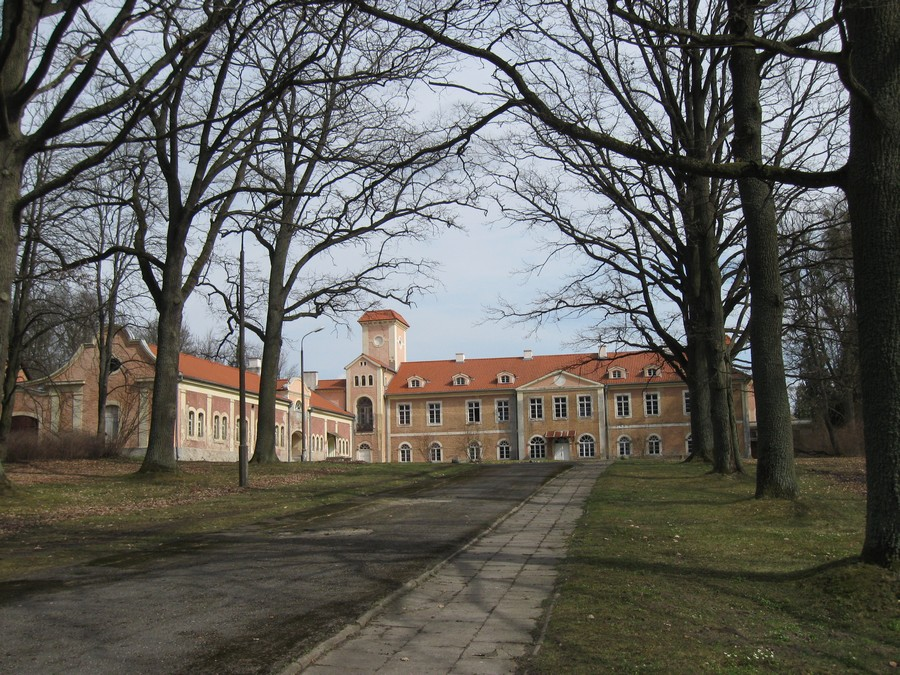
Gutshaus Dobrocin 2010

Das erste um 1530 errichtete und im 17. Jahrhundert erneuerte Gebäude wurde in den 1840er Jahren im Auftrag der Familie von Domhardt zu einem Neorenaissancebau umgestaltet. Der zweigeschossige Hauptbau ist an seinen Längsseiten mit einem Mittelrisalit verziert. Dem östlichen Risaliten ist eine große Veranda vorgelegt. Die Fassaden sind sechsachsig ausgeführt, im Erdgeschoss sind die Fenster mit Halbbögen eingefasst, während die Fenster im Obergeschoss eine rechteckige Einfassung aufweisen.
Die Ostfront wird von zwei eingeschossigen kurzen Flügelbauten flankiert. Dem nördlichen Flügel ist nach Westen hin ein weiterer längerer Anbau hinzugefügt. Dazwischen ragt ein kurzer Turmaufsatz auf. Die Stuckdecken im Obergeschoss und im Untergeschoss, die hölzernen Kassettendecken sowie die Terrakottaböden waren noch zu Beginn des 21. Jahrhunderts vorhanden. Vom früheren Inventar sind unter anderem ein manieristischer Kamin und ein klassizistischer runder, weißer Kachelofen erhalten geblieben. Ab 1946 war im Gutshaus eine landwirtschaftliche Schule untergebracht. Nachdem auf dem Gutsparkgelände in den 1970er Jahren für die Schule ein Neubau errichtet worden war, stand das Gutshaus für viele Jahre leer. 2001 wurden Gutshaus und Park an eine Privatperson verkauft.